# Kanał Chorzelowski
Kanał Chorzelowski (Potok Chorzelowski) – sztuczny ciek wodny wybudowany pod koniec XIX wieku w ramach programu osuszania terenów nadwiślańskich. Szerokość około 2 m. 
Prawy dopływ Wisły, powiat mielecki.
Swój bieg rozpoczyna w miejscowości Chorzelów, następnie płynie przez Babichę, Borki Nizińskie, Młodochów, Krzemenicę, Rożniaty i wpada do Wisły we wsi Zaduszniki.
Ma istotne znacznie dla osuszania podmokłych terenów w gminie Mielec, Tuszów Narodowy, Gawłuszowice, Padew Narodowa, ponieważ zbiera wody z pomniejszych cieków i kanałów.
Kanał jest dobrym przykładem prawidłowej XIX-wiecznej sztuki irygacyjnej.
Wybudowany w całości wysiłkiem ludzkich mięśni, przy użyciu prostych narzędzi.